# Madame Arthur (chanson)
Pour le cabaret, voir Madame Arthur.
Madame Arthur est une chanson interprétée et mise en musique par Yvette Guilbert sur des paroles de Paul de Kock.

## Composition
La chanson est créée en 1927 par Yvette Guilbert parmi d'autres textes de Paul de Kock. Le texte parle d'une lorette de la première moitié du XIXe siècle. La mélodie est tirée de la musique orchestrale qui ouvre le second acte de "la Fille du régiment" de Donizetti (1797-1848), créée en 1840.

## Postérité
Le cabaret parisien Madame Arthur tire son nom de la chanson.
La chanteuse Juliette Gréco la reprend sur une compilation de chansons 1900, alors qu'elle n'a été ni écrite, ni composée à la Belle Époque.